# Szlovák labdarúgó-szuperkupa
A Szlovák labdarúgó-szuperkupa (hivatalos nevén: Slovenský Superpohár) egy 1994-ben alapított, a Szlovák labdarúgó-szövetség által kiírt kupa. Tradicionálisan az új idény első meccsét jelenti, s az előző év bajnoka játszik az előző év kupagyőztesével. 
Nem rendezik meg abban az esetben, ha ugyanaz a csapat nyeri a bajnokságot és a kupát is.
A legsikeresebb csapat a Slovan Bratislava gárdája, négy győzelemmel.

## Kupadöntők
| Év                   | Szlovák bajnok     | Eredmény          | Szlovák kupagyőztes   |
| -------------------- | ------------------ | ----------------- | --------------------- |
| 1993 (nem hivatalos) | Slovan Bratislava  | 3 – 3 (3–2, b.u.) | Szlovákia             |
| 1994                 | Slovan Bratislava  | 2 – 0             | Tatran Prešov         |
| 1995                 | Slovan Bratislava  | 2 – 3             | Inter Bratislava      |
| 1996                 | Slovan Bratislava  | 3 – 1             | Chemlon Humenné       |
| 1997                 | 1. FC Košice       | 5 – 0             | Slovan Bratislava     |
| 1998                 | 1. FC Košice       | 1 – 3             | Spartak Trnava        |
| 1999                 | Slovan Bratislava  | Nem rendezték meg | Slovan Bratislava     |
| 2000                 | Inter Bratislava   | Nem rendezték meg | Inter Bratislava      |
| 2001                 | Inter Bratislava   | Nem rendezték meg | Inter Bratislava      |
| 2002                 | MŠK Žilina         | 1 – 1 (3–4, b.u.) | VTJ Koba Senec        |
| 2003                 | MŠK Žilina         | 2 – 0             | Matador Púchov        |
| 2004                 | MŠK Žilina         | 2 – 1             | Artmedia Petržalka    |
| 2005                 | Artmedia Petržalka | 3 – 1             | Dukla Banská Bystrica |
| 2006                 | MFK Ružomberok     | Nem rendezték meg | MFK Ružomberok        |
| 2007                 | MŠK Žilina         | 1 – 1 (5–4, b.u.) | ViOn Zlaté Moravce    |
| 2008                 | Artmedia Petržalka | Nem rendezték meg | Artmedia Petržalka    |
| 2009                 | Slovan Bratislava  | 2 – 0             | MFK Košice            |
| 2010                 | MŠK Žilina         | 1 – 1 (4–2, b.u.) | Slovan Bratislava     |
| 2011                 | Slovan Bratislava  | Nem rendezték meg | Slovan Bratislava     |
| 2012                 | MŠK Žilina         | Nem rendezték meg | MŠK Žilina            |
| 2013                 | Slovan Bratislava  | Nem rendezték meg | Slovan Bratislava     |
| 2014                 | Slovan Bratislava  | 1–0               | MFK Košice            |
| 2015                 | AS Trenčín         | Nem rendezték meg | AS Trenčín            |

- h.u. – hosszabbítás után
- b.u. – büntetők után

## Statisztika

### Győzelmek száma klubonként
| Csapat                | Győztes                    | Döntős               |
| --------------------- | -------------------------- | -------------------- |
| Slovan Bratislava     | 4 (1994, 1996, 2009, 2014) | 3 (1995, 1997, 2010) |
| MŠK Žilina            | 4 (2003, 2004, 2007, 2010) | 1 (2002)             |
| MFK Košice            | 1 (1997)                   | 3 (1998, 2009, 2014) |
| Artmedia Petržalka    | 1 (2005)                   | 1 (2004)             |
| Inter Bratislava      | 1 (1995)                   | –                    |
| Spartak Trnava        | 1 (1998)                   | –                    |
| VTJ Koba Senec        | 1 (2002)                   | –                    |
| Tatran Prešov         | –                          | 1 (1994)             |
| Chemlon Humenné       | –                          | 1 (1996)             |
| Matador Púchov        | –                          | 1 (2003)             |
| Dukla Banská Bystrica | –                          | 1 (2005)             |
| ViOn Zlaté Moravce    | –                          | 1 (2007)             |